# Крюково (Бережанская волость, у д. Ивахино)
Крюково — деревня в Бережанской волости Островского района Псковской области. 
Расположена на правом берегу реки Великой, в 15 км к северо-западу от центра города Остров, в 7 км к северо-западу от деревни Рубилово и в 1 км к юго-западу от деревни Ивахино.
Численность населения деревни по состоянию на 2000 год составляла 10 человек.
До 2005 года деревня входила в состав ныне упразднённой Калининской волости с центром в д. Рубилово.